# Michael Poulsen
Michael Poulsen, né le 1er avril 1975 à Ringsted, au Danemark, est le chanteur, guitariste et principal compositeur du groupe de metal Volbeat.

## Biographie

### Jeunesse
Michael Poulsen grandit à Ringsted, à environ 63 kilomètres de Copenhague, dans une famille de classe moyenne. Il a une sœur jumelle et deux autres sœurs plus jeunes jumelles aussi. Ses parents sont de grands fans d'Elvis Presley, Jerry Lee Lewis, Johnny Cash, et Chuck Berry. Adolescent, il découvre le heavy metal avec des groupes comme Metallica, Iron Maiden, Whitesnake, Deep Purple, Iced Earth et Black Sabbath.

### Dominus
À 17 ans, il emménage à Copenhague, où il forme son premier groupe, Dominus, et déclare que sa plus grande influence de l'époque est Chuck Schuldiner et son groupe Death. Dominus réalise quatre albums entre 1994 et 2000, puis se sépare un an plus tard car Poulsen en a assez du death metal et de la scène death en général.

### Volbeat
Michael écrit alors de nouvelles chansons avec une approche plus rock 'n' roll et crée Volbeat. Après deux démos, le premier album The Strength / The Sound / The Songs sort et se place 18e dans les charts danois, devenant le premier album d'un groupe de metal danois à entrer dans le top 20 depuis 20 ans.
Le 22 avril 2006, Poulsen joue avec quelques musiciens studio d'Elvis Presley, à Copenhague.
Les deux albums suivants, Rock the Rebel/Metal the Devil et Guitar Gangsters and Cadillac Blood, se placent numéro 1 des charts danois,.

## Vie privée
En mars 2010, Michael Poulsen épouse Lena, à Graceland.
Mickael Poulsen épouse Jeanet le 20 août 2022.

## Discographie

### Avec Dominus
- 1992 : Ambrosius Locus (démo))
- 1993 : Astaroth (démo)
- 1994 : View to the Dim
- 1996 : The First Nine
- 1997 : Vol.Beat
- 2000 : Godfallos

### Avec Volbeat
- 2005 : The Strength / The Sound / The Songs
- 2007 : Rock the Rebel/Metal the Devil
- 2008 : Guitar Gangsters and Cadillac Blood
- 2010 : Beyond Hell/Above Heaven
- 2013 : Outlaw Gentlemen and Shady Ladies
- 2016 : Seal the Deal & Let's Boogie
- 2019 : Rewind, Replay, Rebound
- 2021 : Servant of the Mind